# Адлерберг, Владимир Фёдорович
Граф (с 1 июля 1847) Владимир Фёдорович Адлерберг 1-й (имя при рождении Эдуард Фердинанд Вольдемар фон Адлерберг, нем. Eduard Ferdinand Woldemar von Adlerberg, или Эдвард Фердинанд Вольдемар Адлерберг швед. Edvard Ferdinand Voldemar Adlerberg; 18 (29) ноября 1791 — 8 (20) марта 1884) — приближённый императора Николая I, генерал от инфантерии (1843), генерал-адъютант (1828), в 1852—1870 годах — министр двора и уделов. Брат статс-дамы Ю. Ф. Барановой.

## Биография
Родился 18 (29) ноября 1791 года в Выборге. Происходил из знатной шведской фамилии. Отец Владимира Фёдоровича, полковник Густав-Фридрих (Фёдор Яковлевич) Адлерберг, перешёл из шведской службы в русскую и вторым браком женился на Анне-Шарлотте-Юлиане (Юлии Фёдоровне) Багговут, бывшей впоследствии главной воспитательницей великих князей Николая и Михаила Павловичей. Это обстоятельство весьма сблизило Адлерберга с императором Николаем Павловичем, который всю свою жизнь питал к нему искреннюю, горячую дружбу.

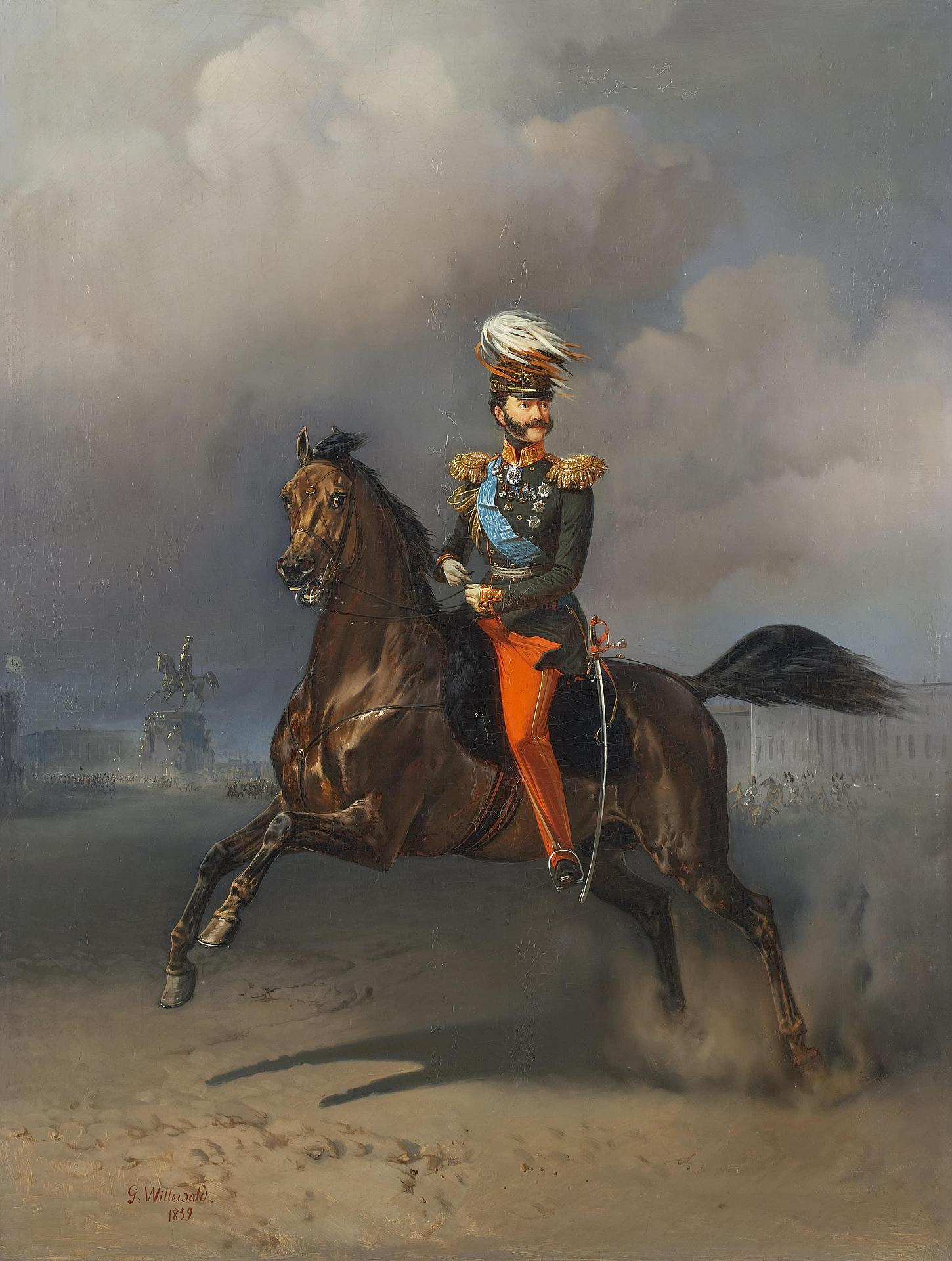
Б. П. Виллевальде. Портрет графа В. Ф. Адлерберга, 1859

В. Ф. Адлерберг воспитывался в Пажеском корпусе (вместе с будущим декабристом П. И. Пестелем). Произведённый 14 декабря 1811 года в прапорщики, Адлерберг в рядах лейб-гвардии Литовского полка принял участие в Отечественной войне и в Заграничном походе, сражаясь при Витебске, Смоленске, Бородине, Тарутине, Малоярославце, Красном, Люцене, Бауцене, Кульме, Лейпциге, Бриенне, Арси-сюр-Обе и под Парижем. Особенно отличился в сражении под Бородиным, а также в битвах при Люцене и Бауцене. В августе 1813 года произведён в подпоручики и в январе 1816 года — в поручики. Масон, принимал участие в собраниях военно-походных лож во время заграничных кампаний русской армии.
Назначенный 2 мая 1817 года адъютантом к великому князю Николаю Павловичу, Адлерберг в июле того же года сопровождал его за границу для встречи августейшей невесты великого князя, принцессы прусской Шарлотты, впоследствии императрицы Александры Федоровны. В январе 1818 года произведён в штабс-капитаны, в августе 1819 года — в капитаны.
В марте 1820 года Адлерберг был произведён в полковники и через три года назначен управляющим канцелярией генерал-инспектора по инженерной части. 14 января 1825 года Адлерберг был пожалован званием флигель-адъютанта.
При восшествии на престол императора Николая I, 14 декабря 1825 года, утром, при первом известии о беспорядках в городе, Адлерберг привёз из Аничковского дворца в Зимний наследника престола. После этого Адлерберг был послан успокоить императриц и находился при их величествах до прибытия Николая I. После подавления восстания Адлерберг принимал значительное участие в трудах следственной комиссии по раскрытию деятельности тайных обществ и вообще по делу декабристов. Известен своими зарисовками, дающими некоторые подробности о заседании Следственного комитета, в частности, ему принадлежит воспроизводимый регулярно набросок с декабриста Бестужева-Рюмина.

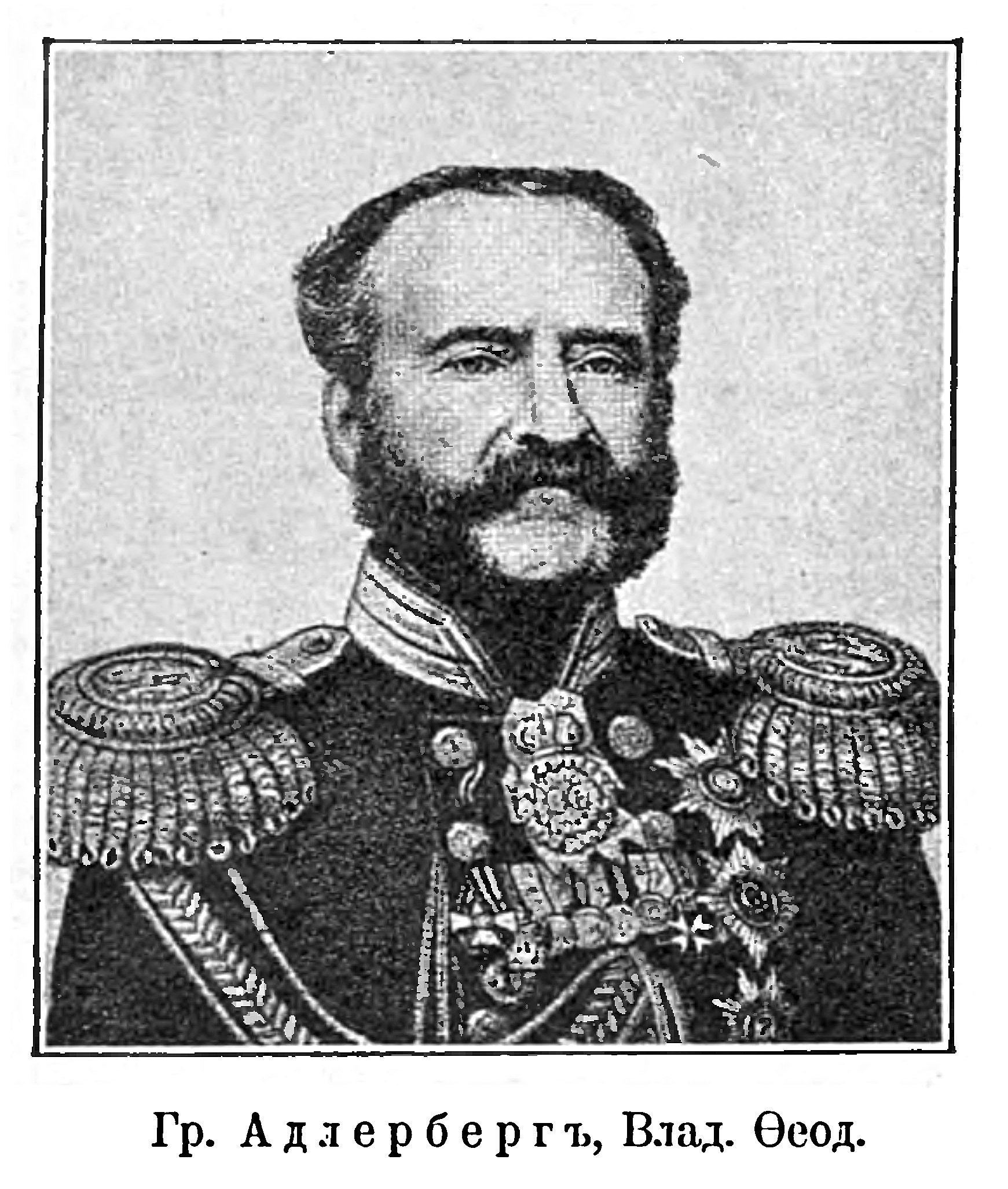
В. Ф. Адлерберг
(рисунок из статьи «Адлерберг»
«Военная энциклопедия Сытина»)

Назначенный 25 марта 1828 года директором канцелярии начальника Главного штаба, Адлерберг сопровождал императора Николая I в действующую против турок армию и находился при нём при переправе через Дунай, при осаде Браилова, обложении Шумлы, осаде и сдаче крепости Варны, за что 25 июня произведён в генерал-майоры, с назначением в Свиту Его Величества, а 29 сентября пожалован и в генерал-адъютанты.
С 1829 года Адлерберг находился при государе во всех его путешествиях, состоя в должности начальника походной Его Императорского Величества канцелярии и члена военного совета (с 1 мая 1832), председательствовал в особом комитете по устройству оружейных заводов и для составления положения об управлении ими (1835); докладывал дела по учреждениям императрицы Марии и в 1836 году временно управлял Военным министерством. 6 декабря 1832 года произведён в генерал-лейтенанты. За это время он был удостоен орденов св. Станислава 1-й степени (1829), св. Анны 1-й степени (1829), св. Владимира 2-й степени (1831), Белого Орла (1835), св. Георгия 4-й степени (1 декабря 1835 года, за беспорочную выслугу 25 лет в офицерских чинах, № 5094 по кавалерскому списку Григоровича — Степанова) и св. Александра Невского (1837, алмазные знаки к этому ордену были пожалованы в 1841).
В 1841 году Адлерберг получил в управление Почтовый департамент, а по смерти князя A. H. Голицына утверждён (27 марта 1842 года) главноначальствующим над этим департаментом, за время управления которым им были сделаны в почтовом ведомстве многие преобразования, способствовавшие облегчению почтовых сообщений. Почти пятнадцатилетнее управление Адлербергом почтовым департаментом ознаменовалось, между прочим, введением в Российской империи почтовых марок.
10 октября 1843 года Адлерберг был произведён в генералы от инфантерии, 7 апреля 1846 года пожалован ему орден св. Владимира 1-й степени, а в 1847 году он был возведён, с нисходящим потомством, в графское Российской империи достоинство.
Во время Венгерской кампании 1849 года, по случаю отсутствия в Варшаве главнокомандующего действующей армией, генерал-фельдмаршала князя Паскевича, Адлерберг докладывал императору Николаю I дела оставшихся в Царстве Польском частей войск. 22 августа 1849 года Николай I собственноручно возложил на Адлерберга орден св. Андрея Первозванного при особом высочайшем рескрипте.
По смерти князя П. М. Волконского, 30 августа 1852 года Адлерберг был назначен министром императорского двора, с оставлением в прежних должностях.
Граф Адлерберг служил генерал-губернатором Симферополя и Таврической губернии (период полномочий 11.11.1854—25.05.1856) во время Крымской войны.

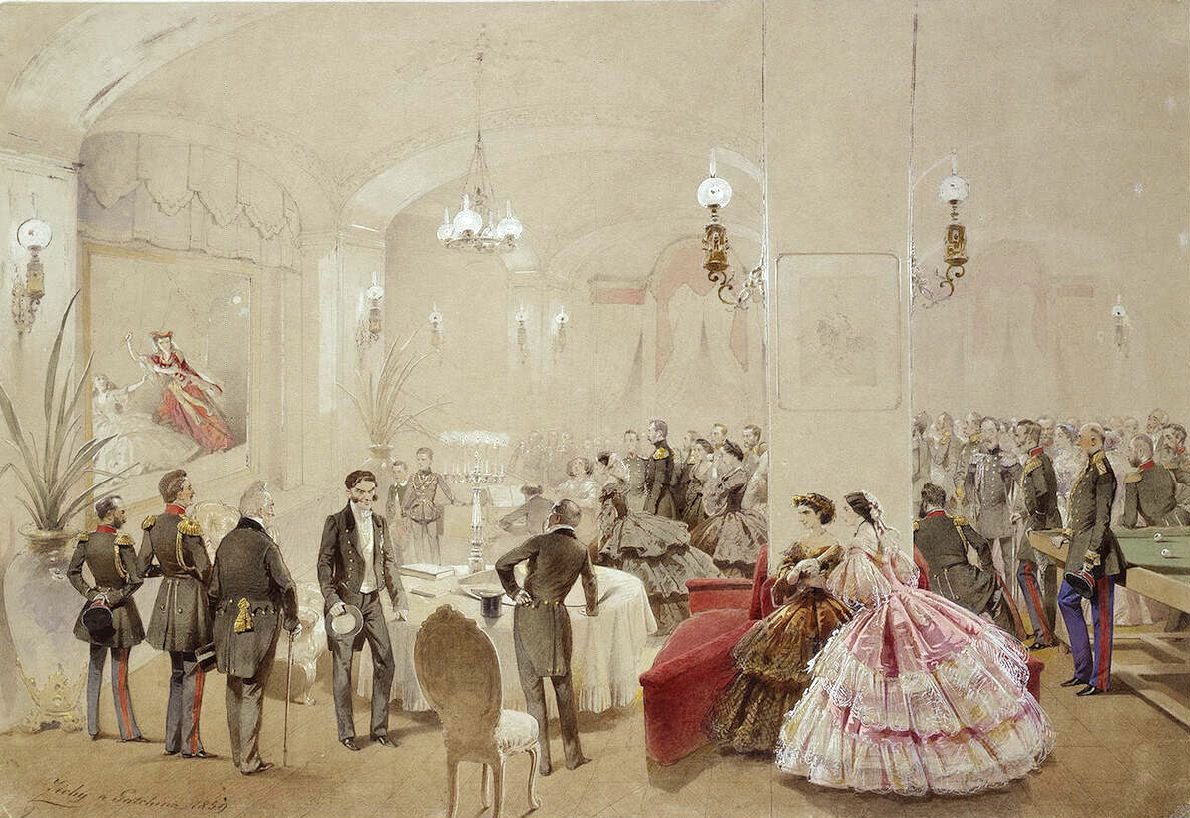
Александр II с придворными в Арсенальном зале Большого Гатчинского дворца среди которых и граф Адлерберг

По восшествии на престол императора Александра II граф Адлерберг, при высочайшем рескрипте, удостоился получить украшенный бриллиантами портрет императора Николая І, а 8 апреля 1856 года состоялось назначение его командующим Императорской главной квартирой, 26 августа он получил алмазные знаки ордена св. Андрея Первозванного, а 10 ноября он был назначен канцлером Российских императорских и царских орденов и министром уделов.
Уволенный 1 января 1857 года по прошению от должности главноначальствующего над почтовым департаментом, граф Адлерберг 3 января был назначен членом Секретного (впоследствии Главного) комитета по крестьянскому делу и членом комитета для устройства быта крестьян: удельных, государственных, дворцовых и заводских.

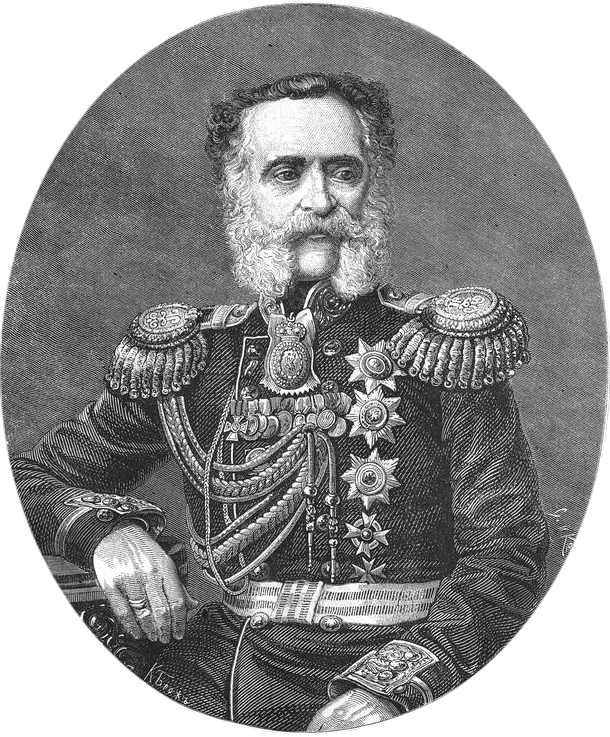
Генерал-адъютант, граф Владимир Фёдорович Адлерберг, министр Императорского двора, 1869

Получив, при особом рескрипте, 8 сентября 1859 года украшенный алмазами портрет с изображением императоров Александра II и Николая I, 14 декабря 1861 года, в день 50-летия службы Адлерберга в офицерских чинах, он назначен был шефом 25-го пехотного Смоленского полка и 5-й роты лейб-гвардии Московского полка, а в 1864 году — и шефом 85-го пехотного Выборского полка.
17 апреля 1870 года, по расстроенному здоровью (к этому времени он почти полностью потерял зрение), Адлерберг, был уволен от занимаемых им должностей, с назначением членом Государственного совета. 29 сентября 1878 года, в день 50-летия службы в генеральских чинах, назначен 2-м шефом лейб-гвардии Московского полка.
Разнообразные и многосторонние занятия графа Адлерберга высоко ценились государями. Николай I, по духовному завещанию, назначил его своим душеприказчиком и оставил пенсию в размере 15 тысяч руб. «С моего детства, — сказано было в этом завещании, — два лица были мне друзьями и товарищами; дружба их ко мне никогда не изменялась. Генерал-адъютанта Адлерберга любил я, как родного брата, и надеюсь иметь в нём по конец жизни неизменного и правдивого друга…».
Александр II, в данном на имя Адлерберга рескрипте по случаю восшествия на престол, говорил, что его родитель питал к графу Адлербергу беспредельную доверенность. «Пред Вами не имел Он душевной тайны, — говорится в этом рескрипте, — с вами делил Он радость и горе. Его чистая прекрасная душа не могла не оценить ваших высоких достоинств, и Он, любя вас, как человека, радовался, что в подданном своём нашел Себе друга…»
Отто фон Бисмарк характеризовал Адлерберга: «… самая светлая голова из тех, с кем мне там приходилось встречаться, человек, которому недоставало только трудолюбия, чтобы играть руководящую роль».
Имеются сведения, что граф Адлерберг долго вёл записки, рукопись которых, по повелению Александра II, поступила на хранение в надёжное место.
Скончался 8 (20) марта 1884 года в Санкт-Петербурге. Похоронен на Волковском православном кладбище. Могила утрачена.

## Семья

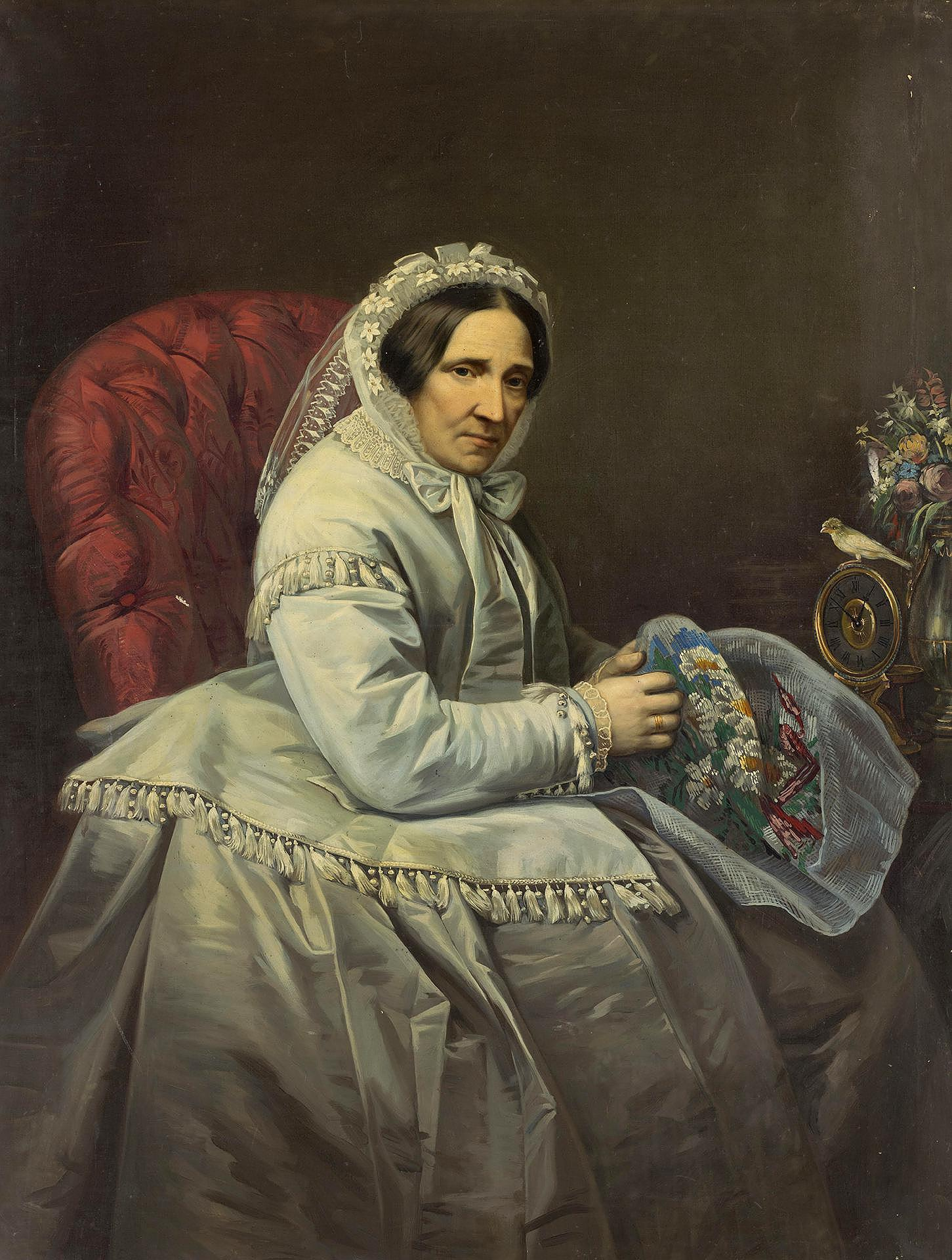
Мария Васильевна Адлерберг на портрете И. А. Тюрина

Жена (с 1817 года) — Мария Васильевна Нелидова (1797—25.08.1870), фрейлина, дочь сенатора Василия Ивановича Нелидова (1751—1810) от брака с Анастасией Алексеевной Сенявиной; внучка адмирала А. Н. Сенявина. По словам А. О. Смирновой-Россет, брак Адлербергов не был счастливым. Мария Васильевна занималась домом и детьми, а Владимир Фёдорович, будучи большим ловеласом, под самым носом жены заводил романы. «Начинались сцены, упреки: он сердился, жена плакала и пила валерьяну». Графиня Адлерберг была женщиной несветской, никуда не выезжала, в дела не вмешивалась и мало имела влияния. За заслуги мужа 28 марта 1836 года была пожалована в кавалерственные дамы ордена св. Екатерины (малого креста); с 26 августа 1856 года — статс-дама. Умерла от паралича легких и сердца, после отпевания в домовой церкви была похоронена на Волковском кладбище. Дети:
- Александр (1818—1888), генерал-адъютант, сменил отца на посту министра императорского двора;
- Николай (1819—1892), генерал от инфантерии, финляндский генерал-губернатор;
- Анна (1821—1898), замужем за генерал-лейтенантом Н. А. Новицким;
- Александра (1824—28.04.1827[9]), похоронена на Волковском кладбище.
- Василий (09.09.1827[10]—1905), крещен 30 сентября 1827 года в Симеоновской церкви, крестник своей бабушки Ю. Ф. Адлерберг, генерал-майор;
- Юлия (06.09.1829[11]—1854), крещена 2 октября 1829 года в Симеоновской церкви при восприемстве А. И. Киреевского и бабушки Ю. Ф. Адлерберг; замужем за тайным советником, гофмейстером А. А. Ковальковым.

Из фавориток графа наиболее известна немка-мещанка из Москвы Вильгельмина Гуде, названная им Миной Ивановной, фиктивно выданная замуж за чиновника почтового ведомства Буркова, получившего за это чин статского советника, и прозванная А. И. Герценом «чухонской Аспазией». Их дочь Елена (ум. 1873) стала женой художника К. Е. Маковского.
В художественной литературе эта история описана в исторической миниатюре Валентина Пикуля «Радуйся, благодатная».

## Награды

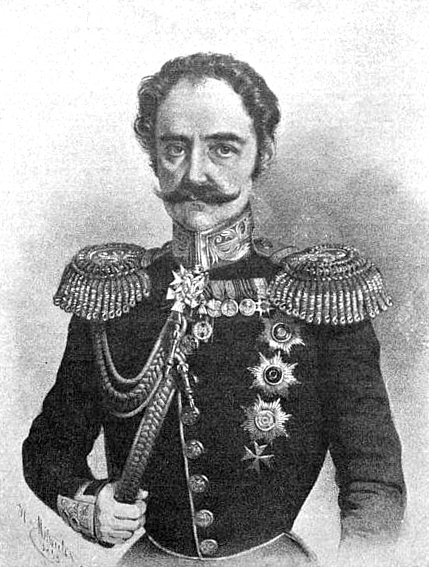

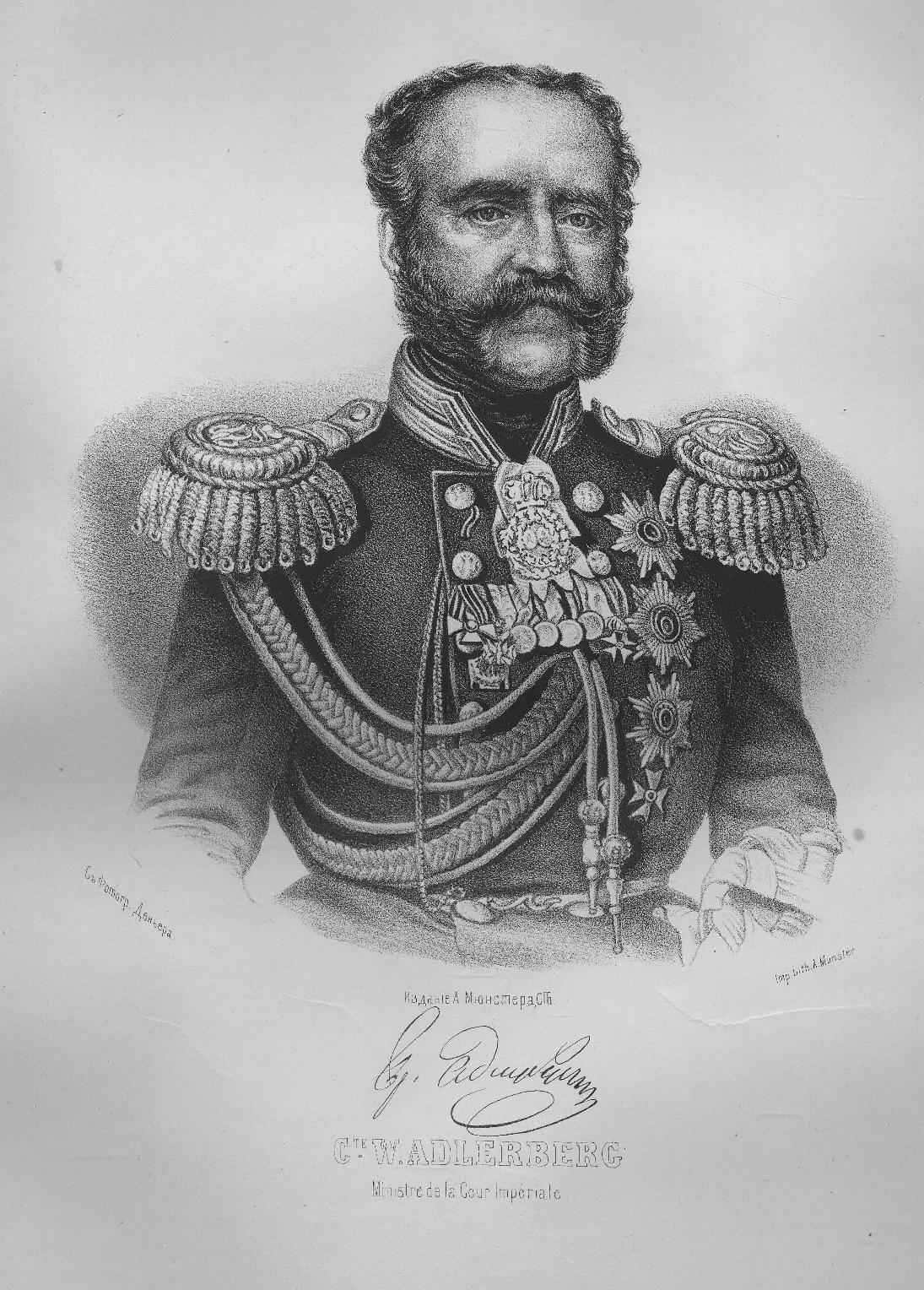

- Орден Святой Анны 4-й степени (19.12.1812)
- Орден Святой Анны 2-й степени (12.12.1824)
- Алмазные знаки к ордену Святой Анны 2-й степени (25.12.1825)
- Орден Святого Владимира 3-й степени (25.06.1826)
- Орден Святого Станислава 1-й степени (12.05.1829)
- Орден Святой Анны 1-й степени (01.07.1829)
- Орден Святого Владимира 2-й степени (19.04.1831)
- Орден Белого орла (07.04.1835)
- Орден Святого Георгия 4-й степени за 25 лет выслуги в офицерских чинах (01.12.1835)
- Орден Святого Александра Невского (01.06.1837)
- Алмазные знаки к ордену Святого Александра Невского (16.04.1841)
- Орден Святого Владимира 1-й степени (07.04.1846)
- Орден Святого Андрея Первозванного (22.08.1849)
- Портрет императора Николая I, украшенный бриллиантами, для ношения в петлице (05.03.1855)
- Алмазные знаки к ордену Святого Андрея Первозванного (26.08.1856)
- Высочайший рескрипт (01.01.1857)
- Портреты императоров Николая I и Александра II, украшенные бриллиантами, для ношения в петлице на Андреевской ленте (08.09.1859)
- Трость из чёрного дерева с бриллиантовым набалдашником, орлом и наконечником (20.05.1869)
- Знак отличия беспорочной службы за XV лет (22.08.1828)
- Знак отличия беспорочной службы за XX лет (22.08.1832)
- Знак отличия беспорочной службы за XXV лет (22.08.1838)
- Знак отличия беспорочной службы за XXX лет (22.08.1842)
- Знак отличия беспорочной службы за XXXV лет (22.08.1848)
- Знак отличия беспорочной службы за XL лет (22.08.1852)
- Знак отличия беспорочной службы за XLV лет (22.08.1856)
- Знак отличия беспорочной службы за L лет (22.08.1862)

Иностранные:
- Прусский орден Святого Иоанна Иерусалимского (1821)
- Алмазные знаки к этому ордену (1825)
- Австрийский орден Железной короны 1-й степени (1833)
- Прусский орден Красного орла 1-й степени (1834)
- Баварский орден Гражданских заслуг Баварской короны 1-й степени (1838)
- Персидский орден Льва и Солнца 1-й степени с золотой цепью (1838)
- Веймарский орден Белого сокола (1838)
- Шведский орден Меча, большой крест (1838)
- Гессенский орден Людвига 1-й степени (1840)
- Бриллиантовые знаки к прусскому ордену Красного орла 1-й степени (1843)
- Нидерландский орден Нидерландского льва 1-й степени (1844)
- Сардинский орден Святых Маврикия и Лазаря 1-й степени (1845)
- Сицилийский орден Святого Януария (1845)
- Австрийский орден Леопольда 1-й степени (1846)
- Вюртенбергский орден Вюртембергской короны 1-й степени (1846)
- Шведский орден Меча 1-й степени с алмазами (1846)
- Греческий орден Спасителя 1-й степени (1848)
- Австрийский орден Святого Стефана, большой крест (1849)
- Прусский орден Чёрного орла (1851)
- Ольденбургский орден Заслуг герцога Петра-Фридриха-Людвига 1-й степени большой крест с золотой короной (1853)
- Бриллиантовые знаки к прусскому ордену Чёрного орла (1856)
- Баварский орден Святого Губерта (1857)
- Баденский орден Верности (1857)
- Черногорский орден Князя Даниила I (1869)